# Podměstský rybník
Podměstský rybník se nachází ve městě Čáslav. Rozkládá se uvnitř města, je protáhlý ve směru od jihovýchodu k severozápadu v délce zhruba 600 m a šířce zhruba 80 metrů. Je napájen tokem Brslenka. Rybník má rozlohu 4,9 ha. Celkový objem činí 130 000 m³ a retenční objem je 25 000 m³.
Z rybníka vedla voda na Podměstský mlýn.